# Береговой печник-землекоп
Береговой печник-землекоп (лат. Geositta peruviana) — вид воробьиных птиц из семейства печниковых. Выделяют три подвида. Эндемик Перу.

## Описание
Береговой печник-землекоп достигает длины 12—14,5 см и массы от 16 до 19 г. Половой диморфизм не выражен. У взрослых особей номинативного подвида верхняя часть тела бледно-коричневого цвета с немного более светлыми кроющими перьями хвоста; центральная пара рулевых перьев коричневая. У представителей двух других подвидов верхняя часть тела более светлого бледно-песочно-коричневого цвета; центральная пара рулевых перьев песочно-коричневого цвета. У всех подвидов следующие три пары рулевых перьев чёрные с узкими кремово-белыми кончиками, следующая пара в основном черновато-коричневая, а самая крайняя пара с кремово-белыми внешними опахалами и бледно-рыжими внутренними опахалами с тёмной полосой около кремового кончика. Маховые перья в основном бледно-рыжие или рыжевато-бурые с тёмными кончиками и охристой полосой, которая видна в полете. Нижняя часть тела кремово-белая. Надбровная дуга бледная. Радужная оболочка тёмно-коричневая. Клюв синевато-серый с чёрной внешней третью, ноги от беловато-серого до зеленовато-серебристого цвета.
Во время своего демонстрационного полёта издаёт немузыкальные звуки «pjee-aww». Позывка — писклявый крик «cueet».

## Места обитания и биология
Береговой печник-землекоп обитает на открытых песчаных участках прибрежной равнины, от приморских дюн вглубь страны почти до подножия Анд. Встречается на высоте до 700 м над уровнем моря. Ведёт оседлый образ жизни. Биология практически не исследована. Береговой печник-землекоп добывает пищу на земле, хотя иногда взлетает на низкую растительность или стены. Предполагается, что он питается в основном беспозвоночными. Описано только одно гнездо, которое располагалось в увеличенной камере в конце туннеля и содержало два яйца.

## Подвиды и распространение
Выделяют три подвида:
- Geositta peruviana paytae Ménégaux & Hellmayr, 1906 — северо-западное побережье Перу (регионы Анкаш, Ла-Либертад, Ламбаеке, Пьюра)
- Geositta peruviana peruviana Lafresnaye, 1847 — западное побережье Перу (регион Лима)
- Geositta peruviana rostrata  Stolzmann, 1926 — юго-западное побережье Перу (регион Ика)